# 林家まめ平
林家 まめ平（はやしや まめへい、1980年8月21日 - ）は、落語協会に所属する落語家。本名∶前田 将臣（まえだまさふみ）。

## 経歴
2008年3月、九代目林家正蔵に入門。10月21日、前座となる。前座名は「まめ平」。
2013年6月11日、三遊亭歌も女、林家扇と共に二ツ目昇進。
2023年9月下席より、柳家かゑる改メ二代目柳家平和、柳家さん光改メ柳家福多楼、林家木りん改メ林家希林と共に真打に昇進。

## 芸歴
- 2008年
  - 3月 - 九代目林家正蔵に入門[1]。
  - 10月 - 前座となる、前座名「まめ平」[1]。
- 2013年6月 - 二ツ目昇進[1]。
- 2023年9月 - 真打昇進[1]。